# Swedish Open 1992
Lo Swedish Open 1992 è stato un torneo di tennis giocato sulla terra rossa. È stata la 45ª edizione dello Swedish Open, che fa parte della categoria World Series nell'ambito dell'ATP Tour 1992. Si è giocato al Båstad Tennis Stadion di Båstad in Svezia, dal 6 al 12 luglio 1992.

## Campioni

### Singolare
Magnus Gustafsson ha battuto in finale  Tomás Carbonell con il punteggio di 5–7 7–5 6–4

### Doppio
Tomás Carbonell /  Christian Miniussi hanno battuto in finale  Christian Bergström /  Magnus Gustafsson con il punteggio di 6–4 7–5